# Cristián Mason
Cristián Claudio Mason Salinas (Santiago, 2 de abril de 1957) es un director de televisión chileno.

## Biografía
Estudió en la Escuela de Artes de la Comunicación de la Pontificia Universidad Católica de Chile, a la que también asistieron directores como Vicente Sabatini y Ricardo Vicuña. Fue uno de los pocos alumnos que logró pasar directamente a trabajar a Canal 13,  iniciando sus labores en programas de Gonzalo Bertrán.
Entró a las teleseries como director de segunda unidad de Alguien por quien vivir (1982) y Las herederas (1983). La primera ficción que dirigió fue Andrea, justicia de mujer en 1984. Trabajó con guiones de autores nacionales como Arturo Moya Grau, Sergio Vodanovic, Jorge Díaz Saenger, José Ignacio Valenzuela y Coca Gómez, entre otros, y con adaptaciones de textos del brasileño Cassiano Gabus Mendes.
En 2002, y tras dirigir Piel canela, decidió dejar Canal 13 en medio de una compleja etapa de reestructuración del Área Dramática.
Durante el año 2006 se traslada a TVN, donde abandona de las telenovelas para dirigir estelares, género que conocía por sus primeros años de trabajo. Ahí estuvo a cargo de El baile (2006) y Circo de estrellas (2010). En 2007 incursionó en los reality show, ya que estuvo a cargo de Pelotón. En 2011 fue despedido del canal tras el fracaso de El experimento.
En 2018 firmó contrato con AGTV Producciones para regresar a las telenovelas tras 17 años alejado, esta vez como director de la nocturna Pacto de sangre en Canal 13.

## Vida personal
Estuvo casado con la actriz Maricarmen Arrigorriaga entre 1985 y 1992. Luego contrajo matrimonio con Ana María Gazmuri, con quien tuvo un hijo. Se separaron durante la década de 2000 y su divorcio se hizo efectivo en 2014.

## Filmografía
| Año  | Título                      | Cargo                 | Medio    |
| ---- | --------------------------- | --------------------- | -------- |
| 1981 | La madrastra                | Asistente de director | Canal 13 |
| 1981 | Casagrande                  | Asistente de director | Canal 13 |
| 1982 | Alguien por quien vivir     | Asistente de director | Canal 13 |
| 1982 | Bienvenido hermano Andes    | Asistente de director | Canal 13 |
| 1982 | Celos                       | Asistente de director | Canal 13 |
| 1983 | La noche del cobarde        | Director              | Canal 13 |
| 1983 | Las herederas               | Director              | Canal 13 |
| 1984 | Andrea                      | Director general      | Canal 13 |
| 1985 | La trampa                   | Director general      | Canal 13 |
| 1985 | Prisionero de la medianoche | Director general      | Canal 13 |
| 1986 | Secreto de familia          | Director general      | Canal 13 |
| 1987 | La última cruz              | Director general      | Canal 13 |
| 1989 | La Intrusa                  | Director general      | Canal 13 |
| 1992 | Fácil de amar               | Director general      | Canal 13 |
| 1994 | Champaña                    | Director general      | Canal 13 |
| 1995 | Amor a domicilio            | Director general      | Canal 13 |
| 1997 | Eclipse de luna             | Director general      | Canal 13 |
| 1998 | Marparaíso                  | Director general      | Canal 13 |
| 1999 | Cerro Alegre                | Director general      | Canal 13 |
| 2000 | Sabor a ti                  | Director general      | Canal 13 |
| 2001 | Piel canela                 | Director general      | Canal 13 |
| 2018 | Pacto de sangre             | Director general      | AGTV     |
| 2019 | Río oscuro                  | Director general      | AGTV     |
| 2020 | La torre de Mabel           | Director general      | AGTV     |

| Año  | Título                       | Cargo            | Notas       | Medio    |
| ---- | ---------------------------- | ---------------- | ----------- | -------- |
| 1990 | Crónica de un hombre santo   | Director general |             | Canal 13 |
| 1992 | La patrulla del desierto     | Director general |             | Canal 13 |
| 1994 | Fácil de amar, la comedia    | Director general |             | Canal 13 |
| 1995 | Soltero a la medida          | Director general | 6 episodios | Canal 13 |
| 1996 | Amor a domicilio, la comedia | Director general |             | Canal 13 |

| Año       | Título                | Cargo            | Notas | Medio               |
| --------- | --------------------- | ---------------- | ----- | ------------------- |
| 1988-1991 | De chincol a jote     | Director general | T1-T4 | Canal 13            |
| 1995-1997 | Tuti Cuanti           | Director general | T1-T3 | Canal 13            |
| 2005      | La tele o yo          | Director general |       | Televisión Nacional |
| 2006      | El baile en TVN       | Director general |       | Televisión Nacional |
| 2007-2010 | Pelotón               | Director general | T1-T4 | Televisión Nacional |
| 2008      | Estrellas en el hielo | Director general |       | Televisión Nacional |
| 2009      | Todos a coro          | Director general |       | Televisión Nacional |
| 2010      | Circo de estrellas    | Director general |       | Televisión Nacional |
| 2011      | Un minuto para ganar  | Director general |       | Televisión Nacional |
| 2011      | El experimento        | Director general |       | Televisión Nacional |

## Premios
- Premios APES
  - Mejor director (1992)
  - Mejor director de Área Dramática (1993)
  - Mejor producción dramática por Champaña (1994)